# Mendoza & Ortega
Mendoza & Ortega: El Comienzo Del Fin es el nombre del EP colaborativo de los cantantes MC Ceja y Polakan. Fue publicado ambos proyectos durante mayo y octubre de 2020 por GLAD Empire, LLC.
Cuenta con dos partes, la primera con tres canciones y la segunda parte con cinco canciones. El EP explora el rap y hip hop de sus inicios musicales, por otro lado, el título se basó en sus respectivos alter ego, Mendoza (MC Ceja) y Ortega (Polakan).
La primera parte del EP fue lanzada el 22 de mayo de 2020 y la segunda parte del EP fue lanzada el 30 de octubre de 2020, esta última contó con cinco canciones, entre ellas, una colaboración con el cantante Randy.

## Lista de canciones
- Adaptados desde TIDAL.[6]

| N.º   | Título                                  | Productor(es)   | Duración |  |
| 1.    | «Enterrarlos»                           | Alberto Mendoza | 3:06     |  |
| 2.    | «Blah! Blah! Blah!»                     | Cin Trax        | 3:21     |  |
| 3.    | «To' el que apostó en mi contra perdió» | So Special      | 3:40     |  |
| 10:08 |                                         |                 |          |  |

| N.º   | Título                      | Productor(es)                | Duración |  |
| 1.    | «De la calle»               | Alberto Mendoza y DJ Playero | 3:13     |  |
| 2.    | «From The Back» (con Randy) | D-Note The Beatmillionare    | 2:55     |  |
| 3.    | «Chitty Bang»               | D-Note The Beatmillionare    | 3:15     |  |
| 4.    | «Prendo»                    | D-Note The Beatmillionare    | 4:18     |  |
| 5.    | «Rap killas»                | D-Note The Beatmillionare    | 2:15     |  |
| 15:57 |                             |                              |          |  |